# Magelungen
Magelungen er en sø på grænsen mellem kommunerne Stockholm og Huddinge i landskapet Södermanland, Sverige. Søen er en del af Tyresåns søsystem. Der er flere badepladser omkring søen, blandt andet Farsta strandbad og ved Ågesta golfklub. Magelungen har problemer med algevækst, som skyldes forurenet vand fra Trehörningeni Huddinge, som ligger opstrøms.
Fra Fagersjö til Farsta er der en strandpromenade, og siden 2007 en 3,5 km lang natursti som går rundt Farstanäset. Om  vinteren ryddes der en skøjtebane på isen ved Farsta gård når vejrforholdene tillader det.
Ågestabron, som blev åbnet for trafik i 1971, går over søen. Øst for broen ligger Magelungens robane. Banen er 2.000 meter lang, og blev åbnet i forbindelse med svensk nationalt juniormesterskab i 1969. Det følgende år blev Farstarodden afholdt første gang.

## Floden og miljøet
Magelungens afvandingsområdet er på 1.907 hektar, og det meste af vandtilførslen kommer med Norrån, som får vand fra  Orlången, Trehörningen og Ågestasjön. Tre mindre vandløb løber ud i Magelungsdiket og Kräppladiket i nordvest, og Djupån i sydøst. Søens udløb går via Forsån til Drevviken. Et nyt flodleje for Forsån blev sprængt i 1860, og en sænkning af vandstanden blev gennemført 1872-78.
Den vestlige del af Magelungen er i færd med at gro til, hvilket delvis skyldes at vandtilførslen fra Magelungsdiket er blevet mindre, i forhold til det den var i 1930'erne, da udbygningen af forstadsbebyggelsen som førte til opfyldning af flodlejet ned til Snösätra, blev påbegyndt.
Frem til begyndelsen af 1970'erne blev dårlig renset spildevand udledt i Trehörningen. Forureningen løb ned  til Magelungen via Ågestasjön og Norrån, og fosforniveaut i Magelungen var meget højt. Siden den gang er værdierne sunket kraftigt, mængden af planktonalger er blevet betydelig mindre, og vandet er blevet klarere. Søens næringsstofindhold er imidlertid fortsat højt, og blågrønalger er almindelige om sommeren. Mod slutningen af sommeren kan oxygenmangel forekomme i bundvandet i den dybe, sydøstlige del af søen. Værdierne af metaller, PAH og PCB er lave til moderate i hele Magelungen.
Magelungen har et rigt plante- og dyreliv. Fiskebestanden er stor og artsrig. Der er udsat signalkrebs, sandart og karpe.

## Broer over Magelungen
Over Magelungen går der to broer: Ågestabron for normal trafik og Farstanäsbron som kun er for gang- og cykeltrafikk.

## Billeder
- Magelungen set mod vest med bøjemarkeringer for Magelungens robane og Ågestabron
- Ågestabron
- Udsigt fra Farstanäsbron mod øst, Ågestabron i baggrunden
- Norrån går fra Ågestasjön til Magelungen

## Eksterne kilder og henvisninger
1. ↑  "Magelungens robane". Arkiveret fra originalen 22. august 2010. Hentet 18. september 2011.
2. 1 2  Informasjonstavle på stedet

- Wikimedia Commons har flere filer relateret til Magelungen
- Magelungen Huddinge naturguide
- Miljötillstånd och åtgärdsarbete för Magelungen Stockholms Miljöbarometer
- Magelungen (Webside ikke længere tilgængelig) Tyresåns vattenvårdsförbund
- Miljötillstånd och åtgärdsarbete för Forsån Stockholms Miljöbarometer

59°13′41″N 18°6′17″Ø / 59.22806°N 18.10472°Ø